# Інкунабула (гурт)
Інкуна́була — рок-гурт зі Львова. Грав у стилі «важка етно-альтернатива». Заснований у квітні 2004 року. Припинив своє існування в жовтні 2008 року.

### Історія
У квітні 2004 року Львів дізнався, як звучить латиною слово «колиска», бо саме в цей час троє однодумців вирішили поповнити львівський андеґраунд гуртом з незвичною назвою «Інкунабула». Використовуючи досвід, здобутий у попередніх проектах, хлопці вирішили досягнути максимально повного звучання від мінімально кількісного колективу — тріо. Працювати втрьох виявилось непросто, однак наполеглива робота почала давати свої результати. При чому, набагато швидше, ніж вони могли мріяти. За два місяці від заснування група надсилає 4 демо-треки на відбір найавторитетнішого українського рок-фестивалю «Рок-Екзистенція». Фортуна їм усміхається, і взимку 2004-го молодий гурт виступає в рамках фестивалю на головній на той момент сцені країни — революційному Майдані. Далі були інші фестивалі, клубні виступи, виїзди за кордон, нові пісні та реанімація старих, гурт не перериває репетицій більш ніж на два тижні…(це зв'язано з тим, що один з учасників гурту мешкав у Києві, а всі інші — в Львові).
З кожним концертом викристалізовується власний стиль та оригінальне обличчя групи: важкі агресивні гітари та скріми, автентичні фолк-елементи, мелодійна вокальна лінія та влучні басові соло. Виняткова, як для тріо, енергетична складова відіграє ключову роль під час концертів. У вересні 2007 виходить дебютний альбом «НеВиДаНе» — наслідок і підсумок понад трирічної діяльності гурту.

## Участь у фестивалях
- Рок-Екзистенція 2004, 2005 (Київ);
- Висадка 2005 (Тернопіль);
- Зборів-Фест 2005 (Зборів);
- Рок-Вибух 2005 (Івано-Франківськ);
- Українська Осінь 2005 (Люблін, Польща);
- rock.lviv 2005, 2006 (Львів);
- Kierunek Olsztyn 2006 (Ольштин, Польща);
- ПроРок 2006 (Кролевець);
- Нівроку 2006 (Тернопіль)
- Бандерштат 2008 (Луцьк)
- Be Free 2008 (Львів)

## Учасники
- Юрко Козій — вокал, бас-гітара, сопілка
- Максим Хоменко — гітара, бек-вокал
- Роман Єрмаков — ударні

## Дискографія
- НеВиДаНе (2007, MP3 Records)

Список пісень:

1. Залишений (3:00)

2. Тихо (3:22)

3. Залиш мене сама (3:19)

4. Герої 2.0 (4:14)

5. Мати (3:56)

6. Недаремно (5:05)

7. На поверхнях (4:27)

8. Народна (3:41)

9. Твоє тіло (5:09)

10. Дедал та Ікар (4:21)

11. Подаруй мені небо (4:22)

12. Завжди (5:24)